# Seaguard
Seaguard je námořní systém blízké obrany vyvinutý společností Oerlikon Contraves. Slouží k obraně válečných lodí proti útoku protilodních střel a k likvidaci vzdušných či pozemních cílů na krátké vzdálenosti. Systém tvoří moduly pro vyhledávání a sledování cílů a věž kompletu GBM-B1Z Sea Zenith se čtyřmi 25mm kanóny KBB-R03/L04. Účinný dostřel je 100–3500 metrů. Jediným uživatelem systému je Turecké námořnictvo, jehož fregaty tříd Yavuz a Barbaros (celkem osm plavidel) nesou každá po třech kusech.